# Загорец, Павел Авксентьевич
Павел Авксентьевич Загорец (1914—1990) — советский учёный, специалист в области радиационной химии, заслуженный деятель науки и техники РСФСР.

## Биография
Родился 13 января 1914 г. в д. Млынок Мозырского уезда Минской губернии.
Школьное образование — 7 классов. В 1929—1934 гг. работал сначала в Гомеле, потом на Магнитогорском металлургическом комбинате.
В 1938 г. окончил с отличием МХТИ им. Д. И. Менделеева.
С 1939 г. работал в Арктике: в Нордвикской экспедиции Главсевморпути (1939—1944), в Горно-геологическом управлении Главсевморпути в Тресте «Арктикразведка» (1944—1945).
В 1945—1947 гг. инженер в отделе репараций Советской военной администрации в Германии.
Учился в аспирантуре МХТИ, в 1951 г. защитил диссертацию с присуждением учёной степени кандидата химических наук.
С мая 1952 г. на научно-педагогической работе на кафедре химической физики инженерного физико-химического факультета МХТИ. С 1955 г. и. о., в 1957—1990 заведующий кафедрой химической физики (с 1959 г. кафедра радиационной химии и радиохимии). Административные должности: заместитель декана, декан факультета, проректор по научной, затем по учебной работе. Среди учеников — член-корреспондент РАН Н. П. Тарасова, доктора наук А. Н. Ермаков, И. А. Крылов, В. В. Щербаков, Е. С. Шапиро, Н. П. Шаповалов, А. Г. Шостенко и др.
Доктор химических наук (1969, тема диссертации «Исследование сольватации и структуры растворов электролитов»), профессор (1970).
Один из организаторов подготовки специалистов в области невоенного использования атомной энергии.
Автор более 300 научных трудов и многих изобретений.

## Награды
Звания:
- Заслуженный деятель науки и техники РСФСР.
- Почётный химик СССР.

Медали:
- «За доблестный труд в Великой Отечественной войне 1941—1945 гг.»,
- Бронзовая медаль ВДНХ «За успехи в народном хозяйстве СССР»,
- «В память 800-летия Москвы» и др.
- Орден «Знак Почёта» (трижды).

## Книги
- Поглощение гамма-излучения веществом : [Учеб. пособие] / П. А. Загорец, О. И. Захаров-Нарциссов, Г. Г. Михайлов. — М. : МХТИ, 1982. — 68 с. : ил.; 20 см.
- Взаимодействие заряженных частиц с веществом : [Учеб. пособие] / П. А. Загорец, О. И. Захаров-Нарциссов, Г. Г. Михайлов. — М. : МХТИ, 1983. — 56 с. : ил.; 20 см.
- Радиационная химия полимеров. Образование полимеров под действием ионизирующего излучения : [Учеб. пособие] / П. А. Загорец, В. Е. Мышкин; Моск. хим.-технол. ин-т им. Д. И. Менделеева. — М. : МХТИ, 1987 (1988). — 72 с. : ил.; 21 см.
- Радиационные превращения в индивидуальных органических соединениях : [Учеб. пособие] / Г. П. Булгакова, П. А. Загорец, В. Е. Мышкин, Н. П. Тарасова; Моск. хим.-технол. ин-т им. Д. И. Менделеева. — М. : МХТИ, 1986 (1987). — 83 с. : ил.; 20 см.